# Martti Marttelin
Martti Marttelin (18. června 1897 – 1. března 1940) byl finský vytrvalostní běžec, jehož největším úspěchem byla bronzová medaile, kterou získal v maratonském běhu na letních olympijských hrách v Amsterodamu (1928). Padl v noci na 1. března 1940 ve druhé bitvě u Taipale.